# 26

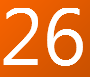
數字 26

26（二十六）是25与27之间的自然数。

## 数学性质
- 第16個合數，正因數有1、2、13和26。前一個為25、下一個為27。
質因數分解為{\displaystyle 2\times 13}。
- 第21個虧數，真因數和為16，虧度為10。前一個為25、下一個為27。
- 第17個不尋常數，大於平方根的質因數為13。前一個為23、下一個為28。
- 第10個半質數。前一個為25、下一個為33。
- 第17個無平方數因數的數。前一個為23、下一個為29。
- 第10個十进制的奢侈數。前一個為24、下一個為28。
- 第3個七角錐數。
- 第2對相親數之差：{\displaystyle {{1210}-{1184}}=26}
- 第2個非歐拉商數及第2個非互補歐拉商數，沒有任何一個整數，小於此整數而且與它互質的數字恰好有26個，也沒有任何一個整數，小於此整數而且與它不互質的數字恰好有26個。
- 第1個同時是非歐拉商數及非互補歐拉商數的數。

### 在趣味數學
- 唯一一個剛好和平方數及立方數相差1，夾在它們之間的數：{\displaystyle 5^{2}<26<3^{3}\,}
- 將自身立方得出的數的組成數字之和又等於數本身：{\displaystyle {{26}^{3}}=17576}，{\displaystyle {{{{{1}+{7}}+{5}}+{7}}+{6}}=26}。
- 十進位中最小的非回文數，其平方等於回文數：{\displaystyle {{26}^{2}}=676}
- 26是最小的數可以在以素数為底的进位制中，用3個質數數字來表示：三进制中的222。將26的數字顛倒，會得出第2個這樣的數：62 = 五进制的222。

### 基本运算
| 乘法                             | 1  | 2  | 3  | 4   | 5   | 6   | 7   | 8   | 9   | 10  |  | 11  | 12  | 13  | 14  | 15  | 16  | 17  | 18  | 19  | 20  |  | 21  | 22  | 23  | 24  | 25  |
| -------------------------------- | -- | -- | -- | --- | --- | --- | --- | --- | --- | --- |  | --- | --- | --- | --- | --- | --- | --- | --- | --- | --- |  | --- | --- | --- | --- | --- |
| {\displaystyle {{26}\times {x}}} | 26 | 52 | 78 | 104 | 130 | 156 | 182 | 208 | 234 | 260 |  | 286 | 312 | 338 | 364 | 390 | 416 | 442 | 468 | 494 | 520 |  | 546 | 572 | 598 | 624 | 650 |

## 在科学
- 鐵的原子序數[1]

## 在人类文化中
- 英文字母的數目
- 拉丁字母的數目
- 半副扑克牌的數目（黑色牌或紅色牌的數目）

## 其他
- 臺灣的網路用語。阿陸（a-la̍k）的數字擬音轉寫，蔑稱中國人。
- 在香港，泛指所有兩輪車輛，包括單車及電單車。
- 新巴26線